# Mr. Monk on the Road
Mr. Monk on the Road è l'undicesimo romanzo scritto da Lee Goldberg basato sulla serie televisiva Detective Monk. È stato pubblicato il 4 gennaio 2011. Come gli altri romanzi, la storia è narrata da Natalie Teeger, l'assistente di Adrian.

## Trama
Adrian si sente molto soddisfatto in questi giorni, dopo aver risolto un caso di omicidio fatto passare per suicidio, e vuole che suo fratello Ambrose provi le sue stesse sensazioni.

## Mr. Monk and the Seventeen Steps
Mr. Monk and the Seventeen Steps è un estratto da Mr. Monk on the Road, pubblicato nel numero di dicembre 2010 della  Ellery Queen's Mystery Magazine prima del rilascio del libro. Nella storia, Monk è chiamato a indagare a un apparente suicidio, ed è disturbato dal fatto che la passerella a casa del defunto ha un numero dispari di passi.

## Personaggi

### Personaggi della serie televisiva
- Adrian Monk: il detective protagonista della serie, interpretato nella serie da Tony Shalhoub
- Natalie Teeger: assistente di Adrian e narratrice del romanza, interpretata nella serie da Traylor Howard
- Ambrose Monk: fratello agorafobico di Monk, interpretato nella serie da John Turturro
- Leland Stottlemeyer: capitano della polizia di San Francisco, interpretato nella serie da Ted Levine
- Julie Teeger, la figlia adolescente di Natalie, interpretato nella serie da Emmy Clarke
- Molly Evans: figlia biologica di Trudy e figliastra di Monk, interpretata nella serie da Alona Tal

### Personaggi del romanzo
- Dub Clemens: reporter ormai anziano che sta morendo di cancro ai polmoni.
- Yuki Nakamura: assistente di Dub che viaggia con lui in un camper.